# Халлаева, Кисаран Гасангаджиевна
Кисаран Гасангаджиевна Халлаева (24 августа 1999, Каспийск, Дагестан, Россия) — российская тхэквондистка, призёр чемпионата России.

## Биография
Является воспитанницей дагестанской школы тхэквондо. Занималась в Каспийске у Рашида Абдуллаева. В июле 2018 года одержала победу на IV летней Всероссийской спартакиаде молодежи России в возрасте от 17 до 21 года . В сентябре 2018 года стала победительницей международного рейтингового турнира G1 «Russia Open», проходившего в Москве. 15 октября 2019 года в Казани на чемпионате России завоевала серебряную медаль.

## Достижения
- Чемпионат России по тхэквондо 2019 — ;